# Timidonella
Timidonella es un género de foraminífero bentónico de la subfamilia Hauraniinae, de la familia Hauraniidae, de la superfamilia Pfenderinoidea, del suborden Orbitolinina y del orden Loftusiida. Su especie tipo es Timidonella sarda. Su rango cronoestratigráfico abarca el Jurásico medio.

## Discusión
Clasificaciones previas incluían Timidonella en la familia Spirocyclinidae, de la superfamilia Loftusioidea, así como en el suborden Textulariina del orden Textulariida o en el orden Lituolida.

## Clasificación
Timidonella incluye a la siguiente especie:
- Timidonella sarda †